# ルーテル福音キリスト教会
ルーテル福音キリスト教会（ルーテルふくいんキリストきょうかい）は、茨城県水戸市に本部を置く、プロテスタントのルーテル系の団体。茨城県土浦市に神学校・印刷所・センター礼拝所が設置されている。機関紙「生命の糧」を発行している。
1580年の一致信条に示されている福音的ルーテル教会の信仰告白を受け入れる。

## 沿革
ミズーリ・シノッドから分かれたもっと保守的な団体であるウィスコンシン・シノッドが1957年より、宣教師を派遣して伝道活動を行い、1963年に、宗教法人を取得して、茨城県を中心に伝道して、現在は栃木県、東京都、千葉県、神奈川県、に地方教会を設立している。他のルーテル派との交流はない。
2007年秋から2008年までを、創立50周年を迎えて、特別な年位置づけて特別な集会を開いた。

## 主な所属教会
東京都
- （東久留米市）あがないルーテル福音キリスト教会

千葉県
- （佐倉市）ともしびルーテル福音キリスト教会

茨城県
- （水戸市）めぐみルーテル福音キリスト教会
- （土浦市）のぞみルーテル福音キリスト教会

栃木県
- （宇都宮市）みひかりルーテル福音キリスト教会
- （足利市）へいあんルーテル福音キリスト教会